# 清水芳久
清水 芳久（しみず よしひさ）は、日本の工学者。専門は環境工学で、京都大学大学院工学研究科の附属施設である流域圏総合環境質研究センターを拠点に、微量環境汚染物質の生態系への取り込みにおける挙動に関する研究、これらの制御・管理手法に関する工学的研究、及び流域の統合的管理システム構築に関する研究を行っている。

## 経歴
1981年金沢大学工学部建設工学科卒業、1983年同大大学院工学研究科建設工学専攻終了。その後、テキサス大学オースティン校土木工学専攻環境工学プログラム博士後期課程へ留学し、1990年にPh.D取得。京都大学大学院工学研究科助教授（准教授）を経て、2007年より京都大学大学院工学研究科教授。
2011年の東日本大震災においては自らの研究成果に基づく支援活動として、宮城県石巻市において、水を使わずに尿と便を別々に回収する屎尿分離型簡易トイレの導入・普及活動を行っている。

## 受賞歴
- 1986年 - Selected as a member of Chi Epsilon, the National Civil Engineering Honor Society, USA
- 1986年 - Selected as a member of Tau Beta Pi, the National Honors Engineering Society, USA
- 2002年 - 環境システム計測制御学会研究奨励賞
- 2004年 - 京都大学環境衛生工学研究会優秀プロジェクト賞
- 2004年 - 環境システム計測制御学会研究奨励賞
- 2012年 - 日本水大賞